# 克尔宾根
克尔宾根是德国莱茵兰-普法尔茨州的一个市镇。总面积4.07平方公里，总人口1038人，其中男性499人，女性539人（2011年12月31日），人口密度255人/平方公里。